# Chengnan, Jiaocheng
Chengnan (kinesiska:城南) är en köping i sydöstra Kina. Den ligger i stadsdistriktet Jiaocheng i staden Ningde i provinsen Fujian, omkring 68 kilometer norr om provinshuvudstaden Fuzhou. Antalet invånare är 45038. Befolkningen består av 22 703 kvinnor och 22 335 män. Barn under 15 år utgör 16,0 %, vuxna 15-64 år 78 %, och äldre över 65 år 4,0 %.